# Chrysantenvlieg
De chrysantenvlieg (Chromatomyia syngenesiae) is een vliegensoort uit de familie van de mineervliegen (Agromyzidae). De wetenschappelijke naam van de soort is gepubliceerd in 1849 door Hardy.